# سيزار راميريز (تنس)
سيزار راميريز (بالإسبانية: César Ramírez)‏ مواليد 25 يناير 1990 في ولاية فيراكروز، هو لاعب كرة مضرب مكسيكي يلعب باليد اليمنى ويحتل حالياً المرتبة رقم. 1266 (1 فبراير 2016) في تصنيف رابطة محترفي كرة المضرب. أعلى تصنيف له في الفردي كان المركز الـ 391 في سنة 2012. أعلى تصنيف له في الزوجي كان المركز الـ 105 في سنة 2015.

## روابط خارجية
- سيزار راميريز على موقع رابطة محترفي التنس (الإنجليزية)
- سيزار راميريز على موقع الاتحاد الدولي لكرة المضرب (الإنجليزية)
- سيزار راميريز على موقع كأس ديفيز (الإنجليزية)
- سيزار راميريز على موقع خلاصة التنس.كوم (الإنجليزية)